# 1165

## Esdeveniments
- Auge de l'escola de traductors de Toledo

## Naixements
- Ibn al-Arabí[1]